# 인공지능인문학
인공지능인문학은 인공지능 시대에 인간은 무엇을 할 것이며, 인간의 가치는 어떻게 규정되어야 하는가?에 대한 답을 제시하는 것을 목표로 하는 학제간 연구다. 인공지능이 인간의 사고와 활동의 많은 부분을 대신할 것이라는 전망 속에 수만 년 동안 지속되어 온 ‘생산자로서의 인간’, ‘노동하는 인간’이라는 인간의 기본적인 정체성도 재정의되고 있다. 인공지능인문학은 인공지능으로 인한 변화의 시기에 우리 인간은 무엇을 하고 있을 것인지, 또 무엇을 해야 할 것인지, 또 그 과정은 어떻게 진행될 것인지, 그 과정이 어떻게 진행되어야 바람직할 것인지에 대해 설득력을 가진 답을 내놓는 연구를 진행한다.  
‘인공지능인문학’이란 ‘인공지능’을 내용으로, ‘인문학’을 방법으로 하는 학문이다. '인문학’은 다시 내용으로 ‘세계 해석학’으로서 특징을 지니며, 방법으로 ‘반성학’의 특성을 보인다. 세계 해석학으로서 인문학은 인문학의 역사에서 볼 수 있는 인간에 대한 제 학문의 합, 즉 언어학, 수사학, 역사학 등을 의미하며, 반성학으로서의 인문학은 인문학이 경험하는 세계와 인문학 간의 관계 맺음에 대한 반성을 의미하고, 이는 학문의 정초 작업의 근본 명제로 기능함을 가리킨다. 따라서 인공지능인문학은 인공지능에 대한 인문학적 반성으로서, 언어학, 문학, 역사학, 윤리학, 사회학, 문화학을 일컫는다.  
- '인공지능 인문'은 '인공지능' '인공지능' '인공지능' '인공지능' '인문학의 내용' '인문학의 방법론'의 3가지 요소가 있다.
(‘Artificial Intelligence Humanities’ have three elements of ‘artificial intelligence’, ‘artificial intelligence’, ‘contents of humanities’, and ‘methods of humanities’.)

- 인문학의 내용: 인공지능의 시대를 읽는 포스트 휴머니스트들의 시각과 그들이 전제하고 있는 전통 인문학의 내용
(Contents of humanities ; the viewpoint of post-humanists who read the age of artificial intelligence and the contents of the traditional humanities that they are presupposing.)

- 인문학의 방법: 그 본질적 사명 중 하나인 인문학의 방법으로서의 성찰적 역할은, 앞의 것들로부터 추출한 내용에 대한 것이다.
(Methods of humanities ; the reflective role as a methods of humanities, which is one of the essential mission of that, to the content extracted from the previous one.)

## 구성

### 내용

##### 인공지능기술 비평학
우리는 인공지능을 대상으로 하는 문학, 역사학 중심의 인문학 연구를 인공지능 기술비평학으로 이름한다. 문학 특유의 인문학적 상상력은 현재 포스트 휴머니즘 담론을 이끌고 있으며 인공지능을 주제로 하는 여러 SF영화 역시 진화된 문학의 작품 영역이라 할 수 있다. 인간에 의해 창조된 인간의 모습이 투영된 초인간, 비인간, 반(半)인간에 대한 서술, 그들의 등장에 따른 새로운 사회상 제시, 그들을 바라보는 생물학적 인간의 내면에 대한 묘사 등은 문학의 중요한 과업으로 문학의 역사와 함께하였다. 그리스 신화에 등장하는 오토마톤(자동기계) 탈로스를 시작으로 “과학적 신화”의 대명사 프랑켄슈타인, 최근 쏟아져 나오는 인공지능 영화의 인공지능 인물들은 문학적 상상력에 의한 잠재적 현실태다. 한편 인물사, 시대사, 지역사 중심의 미시적 역사 연구 풍토와 더불어 현재는 중요한 역사와 같이 자연 내 인간종의 지위에 대한 본질적인 질문을 던지는 통합적 역사 연구도 활발하다. 선사시대 이전에 대한 역사적 추측과 마찬가지로 인공지능의 진화에 따른 미래상 역시 역사 연구의 한 축을 형성하고 있다. 인공지능 기술 비평학은 이러한 인문학적 상상력에 기술의 본질에 대한 사실적 성찰과 인공지능 기술에 대한 실증적 분석을 토대로 제공하여 ‘있음직한 이야기로서의 문학작품과 역사적 추측’에 ‘현실성’이라는 무게 추를 매달고자 한다.   
이를 통해 첫째, “인공지능 시대의 인간의 본질에 따른 기술 발달의 특성”과 “인공지능기술 속 인간성”의 변화 양상에 대한 연구를 진행한다. 이를 위해 “인공지능 발달사에 대한 분석을 수행하고 기계가 대체할 수 없는 인간 지능”의 본질 규명을 시도하는 한편, “산업생산성의 프레임을 벗어난 문화적 차원에서의 인공지능기술”의 가능성에 대해 연구한다. 둘째, 초인공지능 시대 도래의 역사적 가능성을 타진하고 만약 도래할 경우, “인간의 존엄성 보전을 위한 기술 연구 가능성을 탐색”한다. 구체적으로 “인간의 생애주기 변동에 따른 새로운 인간상에 대한 추측”등에 대한 연구를 토대로 “인간과 자연, 인공지능의 바람직한 공존을 위한 에코시스템” 구축을 위한 이론적 토대를 마련한다.          

#### 인공지능 관계⋅소통학
인공지능을 대상으로 하는 언어학 중심의 인문학 연구를 인공지능 관계⋅소통학으로 규정하고 인공지능의 등장과 발전에 따른 세계 내 존재자들의 관계 재설정과 소통의 변화양상을 연구한다. 앞 장에서 서술했듯 데카르트적 코기토의 위세는 인간의 형이상학적 지위뿐 아니라 인간 본질의 이해 방향을 결정한다. 그것의 영향력이 커질 때 자연 안에서 인간의 지위는 높아지고, 이성과 의식을 본질로 하는 인간의 존재론적 특성의 색채는 짙어진다. 반대의 경우, 인간과 비인간 존재자의 구별은 유연해지는 동시에 이성과 의식은 인간의 본질이 아닌 인간의 특성에 대한 추후적 설명으로 여겨진다. 인간중심주의와 해체주의의 반복사는 데카르트적 코기토의 크기에 따른다. 데카르트적 코기토가 토대주의 휴머니즘의 근간을 형성하는 반면, 포스트휴머니즘은 이를 해체해야할 원흉으로 본다. 
인공지능 관계⋅소통학은 첫째, 언어학의 궁극적 아포리아라 할 수 있는 토대 주의에 근간한 “보편 문법의 가능성”을 역설적으로 지금 포스트 휴먼시대에 진단한다. 이러한 시도가 가능한 이유는 인공지능 기술의 발달로 인해 빅데이터의 집적이 가능해졌기 때문이다. 우리는 이를 이용하여 “보편 문법과 유형론 구축의 이론적 가능성 확인”을 시도한다. 둘째, 인공지능 기술의 발전에 따른 관계, 소통 채널의 다양화에 주목하여 각 채널에 알맞은 의사소통 모델에 대한 연구를 진행한다. 예를 들어 챗봇의 등장은 컴퓨터 메신저를 더 이상 인간 간 소통을 위한 ‘메신저’로만 치부할 수 없게 만들었다. 만약 우리가 반려로봇이나 챗봇을 하나의 소통주체로 인정한다면, 소통과 관계의 채널 지형도는 급격하게 변하게 된다. 소통의 채널은 인간 대 인간의 소통에서 인간과 인간, 인간과 기계로 확장될 것이며, 나아가 기계와의 소통에 익숙한 인간 간의 의사소통 모델도 중요한 연구주제가 될 것이다. 예를 들어 “인간과 인공지능의 감성적 소통 연구”로서 “인공지능의 출력 감성과 인간의 교감 양상 연구”를, 인공지능과 인간 소통 연구로서 “딥러닝 방식을 통한 개별어 습득과 자동 통번역의 현황과 미래 연구”를, “인공지능 간의 소통 가능성에 대한 연구”를 진행한다. 이는 소통 방식의 변화에 따른 소통 주체의 정체성 변화에 대한 계보학적 연구를 동반한다.

##### 인공지능 사회⋅문화학
인공지능 사회⋅문화학은 “인공지능의 출현에 따른 사회, 문화 현상을 분석”하고 그것이 4차 산업혁명기로 분류되는 “현재의 사회 문화에 미치는 영향 및 쟁점을 검토”한다. 인공지능 기술 비평학의 포커스가 인공지능 기술의 발달에 따른 개별 주체의 인격성의 변화 양상에 맞춰져 있다면 인공지능 사회 문화학은 기술 비평학의 논의 위에 개별 문화권, 사회구조, 집단, 체계의 변화 양상에 대한 거시적인 안목에서의 담론 형성을 시도한다. 이를 위해 첫째, “인공지능이 가져온 각 사회, 분화 분야의 변화와 이전 산업혁명이 가져온 변화와의 차이”에 대한 연구를 토대로, 전쟁, 자본주의, 산업화와 같이 급변기의 세계사회에 대한 이론적 진단을 감행한 기존 사회학의 작업과 같이 인공지능 상품의 보편화와 상용화에 따른 사회, 문화영역의 쟁점을 들추어내는 한편, 이를 담론화할 수 있는 새로운 연구방법론을 모색한다. 이를테면 섹스 로봇의 등장과 상용화가 성적 주체로서 개인의 내면과 행위 방식에 초래할 수 있는 변화양상을 기술 비평학에서 추적한다면, 사회⋅문화학에서는 이로 인한 남녀 관계, 가족 관계와 개념의 변화, 나아가 그 기술 자본을 소유하고 생산할 수 있는 집단과 그렇지 못할 집단 사이에서 벌어질 수 있는 변화와 문화적 갈등 요소 등을 예상한다. 둘째, 이를 토대로 인공지능 시대의 사회, 문화 변동이 초래할 수 있는 부정적인 영향에 대한 “인간의 대응”, “존엄성 보존 방안” 연구의 기초 자료를 축적한다. 이 연구는 네 번째 분과인 인공지능 윤리⋅규범학으로 이어진다. 

##### 인공지능 윤리⋅규범학
인공지능 윤리⋅규범학은 위 분과 학문들이 제시하는 연구 성과와 연동하여 궁극적으로 인공지능 시대에 적합한 실질적인 규범을 제시하는 것을 목적으로 한다. 첫째, 이를 위해 인공지능 개념과 실재 간의 차이, 인공지능 개념이 함유한 다양한 층차와 범주를 명확히 구분하여 제시한다. 인공지능 산업의 발달과 더불어 ‘인공지능’이라는 단어의 사용 빈도는 급격히 증가하고 있다. 이를테면 수년 전에는 단순한 가전제품이었지만 최근에는 인공지능 제품이라는 광고가 붙기도 하고, 인공지능을 소재로 한 소설과 영화, 드라마는 기하급수적으로 많아져 우리는 더 이상 이러한 소재에 신선함을 느끼지 못하기도 한다. 이는 인공지능의 실체, 개념 범주 규정의 문제를 야기한다. 실현할 수 있는 인공지능과 상상할 수 있는 인공지능, 기술로서의 인공지능, 지능적 존재자로서의 인공지능에 대한 엄밀한 철학적 규정은 활용할 수 있는 인공지능 실천적 규범의 선결 조건 중 하나다. 넓은 범주에서 철학 연구에 속하는 윤리⋅규범학은 이러한 개념적 연구를 일차적으로 수행한다. 이는 인공지능 존재자의 존재론적 지위 규정 연구로 이어진다. 강 인공지능(Strong AI), 초 인공지능(Super AI), 범용 인공지능(General AI) 개념의 혼재, 특이점(Singularity) 도래의 현실성 논의 등은 근접하게는 개념에 대한 분석적 탐구에 관계하지만, 넓게 보면 인공지능의 본질에 관한 문제, 나아가 지능의 본질에 관한 문제로 이어진다. “포스트 휴먼 시대, 인문학 가치 고양을 위한 인공지능인문학 구축”을 연구목표로 하는 우리는 인공지능을 도구적 존재로 한정한다는 목적 아래, 인공지능에 관한 윤리 이론을 정립한다. 존재론적 지위 규정에 관한 연구가 ‘의식’의 본질 규명과 같은 심리철학, 형이상학적 연구를 기반으로 한다면 윤리 이론 정립은 존재론적 지위 정립을 바탕으로 인공지능과 인간의 관계 변화에 따른 인공지능 대우 문제에 주안점을 둔다. 전자는 “설명할 수 있는 인공지능(accountable AI)” 개발과 후자는 “인공지능으로 인한 윤리적 진공상황” 해소와 관계한다. 인공지능 윤리는 결과적으로 인공지능 거버넌스와 관련한 실천적이고 구체적인 규범 제작과 관계한다. 우리는 로봇 윤리 헌장과 같은 범 윤리적 차원의 규범제작과 더불어 생산되는 헬스케어 로봇, 킬러로봇, 반려로봇 등 인공지능 로봇 각각에 대해 생산자, 소비자, 판매자를 위한 윤리 가이드라인을 제시하여 사회적 안전망 구축을 위한 건전한 담론 형성에 참여할 것이다.

### 방법
‘내용과 방법’의 프레임을 ‘인공지능인문학’에 다시 적용하면 이로부터 앞에서 서술한 인공지능을 내용으로 갖는 인문학, 즉 인공지능에 대한 인문학 외에 인공지능기술을 방법으로 사용하는 인문학, 즉 인공지능에 의한 인문학이 범주에 들어오게 된다. 방법론으로서 반성의 대상이 ‘인공지능’(기술)이 된다면 인공지능기술을 인문학연구의 방법으로 삼는 인문학, 다시 말해 인공지능기술이라는 그릇에 인문 콘텐츠라는 내용을 담는 인문학인 디지털 인문학이 인공지능 인문 데이터 해석학이라는 이름으로 자리매김하게 된다. 인공지능 인문데이터해석학은 첫째, 인문 데이터의 전산화(computing), 분석, 시각화를 주제로 하는 디지털인문학의 성과를 활용한 ‘인간성’ 빅데이터 구축을 수행한다. 그 첫 번째 단계로 다양한 인문콘텐츠에서 재현된 인간의 감정 표현 양상들을 자료화하여 입체적인 방식으로 구현하는 감정 온톨로지 구축을 시도한다. 인공지능 윤리⋅규범학이 인공지능인문학의 제반 분과의 성과를 인공지능 규범 제작이라는 통합적 성과로 발산한다면, 인공지능 인문데이터해석학은 각 분과에서 접근할 수 있는 인문 콘텐츠의 체계적 자료화를 위한 방법적 토대를 제공한다. 둘째, 좁게는 디지털 기술을 활용한 “문학, 예술작품 등에 나타난 인공지능의 재현 양상” 분석, 넓게는 “인문고전 자료의 현대적 해석”을 연구의 주제로 삼는다. 기존의 인문학 연구가 “직관, 체험, 표현, 이해, 해석”이라는 전통적인 인문학 방법론에 의한 활자 텍스트에서 활자 텍스트로의 이행인데 비해, 인공지능 인문데이터해석학이 표방하는 인문학 전산화(Humanities Computing), 데이터 마이닝(Data Mining), 데이터 시각화 등의 방법론을 이용하여 산출되는 인문고전텍스트의 결과물은 활자텍스트의 범위로부터 자유로운 결과를 산출한다. 요컨대 인공지능 인문데이터해석학은 ‘인공지능이 등장하는 (넓은 의미의 인문데이터인) 인문고전콘텐츠에 대한 현대적 해석’, 넓은 의미의 인공지능 기술인 디지털 인문학 방법론을 이용한 인문 고전의 현대적 해석 그리고 인공지능 시대의 인간성 재발견을 위한 디지털 기술을 이용한 인간성 데이터의 입체적 집적을 위한 방법론적 토대를 의미한다.  

## 체계
요약하자면 인공지능인문학의 내용은 인공지능 기술비평학, 인공지능 관계⋅소통학, 인공지능 사회⋅문화학, 인공지능 규범⋅윤리학으로 구성되고, 방법론은 인공지능 인문데이터해석학이다. 인공지능인문학의 내용을 구성하는 네 개 연구영역은 유기적 체계성을 갖는다. 인공지능 기술비평학이 감행하는 인공지능 기술발전 추적과 기술발전에 따른 개별주체의 인격성과 행위 양식 변화는 다른 세 개 연구영역 연구의 주춧돌을 놓는다. 인공지능 관계⋅소통학은 그 위에서 인공지능 기술과 인격 주체의 탐구 범위를 언어와 소통으로 한정하여 연구를 진행하는 한편, 인공지능 사회⋅문화학은 사회의 집단 문화의 변화 양상에 주목하며 인공지능 기술비평학의 근간에 발을 딛고 있는 동시에, 연구대상에 있어서는 그것과 대척점을 형성한다. 인공지능 윤리⋅규범학은 앞의 세 연구영역의 성과를 수렴하여 인공지능 시대의 인간 존엄성 고양을 위한 철학을 수립한다. 인공지능인문학 방법론으로서 인공지능 인문데이터해석학은 디지털 기술을 이용하여 스스로의 학문 체계를 구축하는 동시에 앞의 네 연구 영역의 연구를 견인한다.
이를 그림으로 표현한다면, 다음과 같다. 

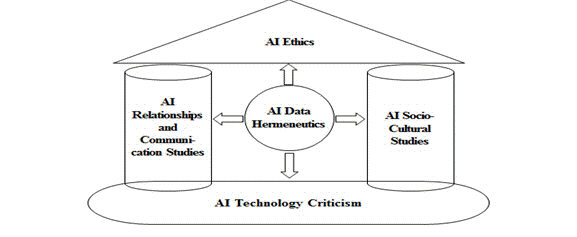
인공지능인문학